# 惠洛克維爾 (麻薩諸塞州)
惠洛克維爾（英語：Wheelockville）是位於美國麻薩諸塞州烏斯特縣的一個非建制地區。

## 地理
惠洛克維爾所處的海拔為高於海平面75米（即246英呎），而該地所採用的時區為UTC-5，即北美东部時區（EST）。同時該地設有夏令時間，為UTC-5調快一小時，即UTC-4（EDT）。